# Liste der Naturdenkmale in Bad Überkingen
| Naturdenkmale | Anzahl |
| ------------- | ------ |
| FND           | 16     |
| END           | 7      |
| Gesamt        | 23     |

Die Liste der Naturdenkmale in Bad Überkingen nennt die verordneten Naturdenkmale (ND) der im baden-württembergischen Landkreis Göppingen liegenden Stadt Bad Überkingen. In Bad Überkingen gibt es insgesamt 23 als Naturdenkmal geschützte Objekte, davon 16 flächenhafte Naturdenkmale (FND) und 7 Einzelgebilde-Naturdenkmale (END).
Stand: 31. Oktober 2016.

## Flächenhafte Naturdenkmale (FND)
| Name                                         | Bild | Kennung     | Einzelheiten                             | Position | Fläche Hektar | Datum         |
| -------------------------------------------- | ---- | ----------- | ---------------------------------------- | -------- | ------------- | ------------- |
| Bühringer Fels mit Burgresten                | BW   | 81170070003 | Bad Überkingen                           | ⊙        | 1,0           | 22. Okt. 1984 |
| Burgstallfels                                | BW   | 81170070004 | Bad Überkingen                           | ⊙        | 0,4           | 22. Okt. 1984 |
| Felsen an der Wurmhalde                      |      | 81170070013 | Bad Überkingen                           | ⊙        | 1,0           | 22. Okt. 1984 |
| Heide am Südwestabhang des Fränkel           |      | 81170070008 | Bad Überkingen                           | ⊙        | 1,5           | 22. Okt. 1984 |
| Heide am Tennenberg                          | BW   | 81170070016 | Bad Überkingen                           | ⊙        | 3,4           | 22. Okt. 1984 |
| Heide Kahlenberg                             | BW   | 81170070018 | Bad Überkingen                           | ⊙        | 4,9           | 22. Okt. 1984 |
| Heiligenhaldenhöhle u. Felsen                | BW   | 81170240041 | Bad Überkingen, Geislingen an der Steige | ⊙        | 3,4           | 22. Okt. 1984 |
| Kahlenstein mit Höhle                        | BW   | 81170070002 | Bad Überkingen                           | ⊙        | 2,0           | 22. Okt. 1984 |
| Pflanzenstandort Greut                       | BW   | 81170070015 | Bad Überkingen                           | ⊙        | 0,3           | 22. Okt. 1984 |
| Pflanzenstandort Sandgrube                   | BW   | 81170070012 | Bad Überkingen                           | ⊙        | 2,0           | 22. Okt. 1984 |
| Pflanzenstandort Wurmhalde                   |      | 81170070009 | Bad Überkingen                           | ⊙        | 0,8           | 22. Okt. 1984 |
| Steinbruch Eichhalde                         | BW   | 81170070017 | Bad Überkingen                           | ⊙        | 1,2           | 22. Okt. 1984 |
| Wacholderheide am Geislinger Weg             | BW   | 81170070019 | Bad Überkingen                           | ⊙        | 1,4           | 22. Okt. 1984 |
| Wacholderheide am Südostabhang des Fränkel   |      | 81170070010 | Bad Überkingen                           | ⊙        | 2,1           | 22. Okt. 1984 |
| Wacholderheide Höll am Ostabhang des Fränkel | BW   | 81170070022 | Bad Überkingen                           | ⊙        | 0,8           | 22. Okt. 1984 |
| Wacholderheide Zwerghalde                    |      | 81170070011 | Bad Überkingen                           | ⊙        | 2,6           | 22. Okt. 1984 |
| Legende für Naturdenkmal                     |      |             |                                          |          |               |               |

## Einzelgebilde (END)
| Name                         | Bild | Kennung     | Einzelheiten   | Position | Fläche Hektar | Datum         |
| ---------------------------- | ---- | ----------- | -------------- | -------- | ------------- | ------------- |
| 1 Buche „Karl-Schlipf-Buche“ | BW   | 81170070001 | Bad Überkingen | ⊙        | 0,0           | 22. Okt. 1984 |
| 1 Eibe am Wasserberg         | BW   | 81170070006 | Bad Überkingen | ⊙        | 0,0           | 22. Okt. 1984 |
| 1 Eiche am Dürrenbach        |      | 81170070021 | Bad Überkingen | ⊙        | 0,0           | 22. Okt. 1984 |
| 1 Eiche am Fränkel           |      | 81170070023 | Bad Überkingen | ⊙        | 0,0           | 22. Okt. 1984 |
| 1 Linde an der Hochhalde     | BW   | 81170070014 | Bad Überkingen | ⊙        | 0,0           | 22. Okt. 1984 |
| 1 Linde bei Oberböhringen    | BW   | 81170070024 | Bad Überkingen | ⊙        | 0,0           | 22. Okt. 1984 |
| 4 Linden Alte Linden         | BW   | 81170070020 | Bad Überkingen | ⊙        | 0,0           | 22. Okt. 1984 |
| Legende für Naturdenkmal     |      |             |                |          |               |               |